# Libystica complex
Libystica complex är en fjärilsart som beskrevs av Holland 1894. Libystica complex ingår i släktet Libystica och familjen nattflyn. Inga underarter finns listade i Catalogue of Life.